# 6:e divisionen (Tyskland)
6:e divisionen (tyska: 6. Division) var en tysk division som existerade mellan 1818 och 1919.

## Organisation vid första världskrigets utbrott
Förläggningsort inom parentes.
- 11:e Infanteribrigaden (Brandenburg)
  - 20:e Infanteriregementet (3:e Brandenburgska) "Greve Taurentzien av Wittenberg" (Wittenberg)
  - 35:e Fysiljärregementet (Brandenburgska) "Prins Henrik av Preussen" (Brandenburg)

- 12:e Infanteribrigaden (Brandenburg)
  - 24:e Infanteriregemenet (4:e Brandenburgska) "Storhertig Fredrik Frans II av Mecklenburg-Schwerin" (Neuruppin)
  - 64:e Infanteriregementet (8:e Brandenburgska) "Generalfältmarskalk Prins Fredrik Karl av Preussen" (Prenzlau och Angermünde)

- 6:e Kavalleribrigaden (Brandenburg)
  - 6:e Kyrasiärregementet (Brandenburgska) "Kejsar Nikolaj II av Ryssland" (Brandenburg)
  - 3:e Hussarregementet (Brandenburgska) "von Zieten" (Rathenow)

- 6:e Fälartilleribrigaden (Brandenburg)
  - 3:e Fältartilleriregementet (1:a Brandenburgska) "General-Feldzugmeister" (Brandenburg)
  - 39:e Fälartilleriregementet (Kurmärkiska) (Perleberg)

- Lantvärnsinspektionen i Berlin  (Berlin)

## Befälhavare
| Grad            | Name                     | Tidsperiod                                      |
| --------------- | ------------------------ | ----------------------------------------------- |
| Generallöjtnant | Gottlieb von Haeseler    | 15 januari 1887 – 21 mars 1889                  |
| Generalmajor    | Friedrich August Ziegler | 20 september – 17 november 1890 (tillförordnad) |
| Generallöjtnant | Friedrich August Ziegler | 18 november 1890 – 16 maj 1892                  |
| Generallöjtnant | Ferdinand von Quast      | 1910 – 1913                                     |
| Generallöjtnant | Otto von Lauenstein      | 1914                                            |